# Teoría de cuerdas de Tipo IIB
En física teórica, la teoría de cuerdas Tipo IIB es una de las cinco teorías consistentes de supercuerdas y una de los dos tipos de teoría de cuerdas de tipo II, con una supersimetría en 10 dimensiones. Difiere de la teoría de tipo IIA principalmente en el hecho de que la esta última es no quiral (conservando la paridad).

## Características
Es casi igual a la Teoría de Tipo IIA. Incluye cuerdas cerradas propagándose en un espacio-tiempo plano de 10D (9+1). Si se incluyen las branas dentro de la teoría, esta también contiene cuerdas abiertas. Todas las cuerdas son orientables.
Presenta un grado de supersimetría N = 2 (por esta razón, se denomina "Tipo II"). Se diferencia a la Teoría de tipo IIA, en que tanto los fermiones levógiros, fL, como sus imágenes especulares destrógiras, fR, tienen la misma quiralidad, es decir, fL y fR poseen ambas o helicidad izquierda (h = + 1) o helicidad derecha (h = - 1). No es posible igualar ambos objetos con una rotación, por lo que en este caso la teoría es quiral y no existe simetría de paridad. Presenta 32 supercargas.
No presenta grupo de simetría (grupo Gauge), aunque esto no significa que la teoría no posea otras simetrías, es decir, otros grupos de simetría.
Su teoría efectiva a bajas energías es una Supergravedad (SUGRA) Tipo IIB de 10D.

## Dualidades y otras relaciones de simetría
En energías bajas, la Teoría de cuerdas de Tipo IIB es descrita por la supergravedad de tipo IIB en 10 dimensiones que es una teoría quiral (es decir, asimétrica izquierda-derecha) con (2, 0) d = 10 supersimetría; el hecho de que las anomalías se cancelen en esta teoría es, por lo tanto, no trivial.
Las teorías Tipo IIB y Tipo IIA son simétricas mediante una dualidad-T: la teoría Tipo IIB con una dimensión compacta con radio R es equivalente a la teoría Tipo IIA con una dimensión de radio 1/R, y viceversa.
En los años 90 fue observado que la teoría IIB es, además, S-dual a sí misma, es decir, autodual-S. Significa que las cuerdas de tipo II con constante de acoplamiento Φ pequeño es equivalente a la misma cuerda con acoplamiento 1/Φ (acoplo pequeño).
Como propuso por primera vez Augusto Sagnotti en 1987, la teoría de cuerdas de tipo IIB puede ser obtenido como orientifold de la teoría de cuerdas del tipo I.